# Valeri Gazzajev
Valeri Georgievitsj Gazzajev (Russisch: Вале́рий Гео́ргиевич Газза́ев, Valeriy Georgyevich Gazzayev; Ossetisch: Гæззаты Георгийы фырт Валери, Gæzzaty Georgijy fyrt Valeri) (Ordzhonikidze, 7 augustus 1954) is een Russisch voormalig voetbalspeler en trainer. Hij speelde onder meer voor Dinamo Moskou en het voetbalelftal van de Sovjet-Unie.
In 2005 werd CSKA Moskou onder leiding van Gazzajev de eerste Russische ploeg die een Europees toernooi wist te winnen, namelijk de UEFA Cup.

## Spelerscarrière

### Sovjet First Liga
Gazzajev begon zijn spelerscarrière als aanvaller bij de Russische club Spartak Ordzhonikidze, uitkomend in de Sovjet First Liga, het tweede niveau van het voetbal in de Sovjet-Unie. In 1974 verhuisde hij naar SKA Rostov aan de Don, waarmee hij promoveerde naar de Sovjet Top Liga, na een tweede plek aan het einde van het seizoen. Gazzajev ging echter niet met Rostov aan de Don in de Top Liga spelen, maar keerde in 1975 terug bij Spartak Ordzhonikidze. Dit was omdat hij niet een belangrijke waarde was in het elftal van Rostov.

### Sovjet Top Liga
In de Sovjet Top Liga kwam Gazzajev uit voor Lokomotiv Moskou, Dinamo Moskou en Dinamo Tbilisi.

## Trainerscarrière
Na het afronden van zijn spelerscarrière in 1986 werd Gazzajev jeugdtrainer bij Dinamo Moskou alvorens hij in 1989 hoofdtrainer werd van Spartak Ordzhonikidze. Zijn eerste grote succes als trainer was het winnen van het Russische landskampioenschap met Spartak-Alania Vladikavkaz in 1995. Meer prijzen volgden toen hij als coach aan de slag ging bij CSKA Moskou. Hij won met de club de UEFA Cup in 2005, evenals de Premjer-Liga in 2003, 2005 en 2006. In 2002, 2005 en 2006 won hij ook de Russische beker met CSKA Moskou. Op 26 mei 2009 werd Gazzajev aangesteld als nieuwe hoofdcoach van Dynamo Kiev. Hij tekende een contract voor drie jaar tot medio 2012. Na zijn periode bij Dynamo Kiev keerde hij in 2011 terug bij Vladikavkaz, waar hij voorzitter werd. Van november 2012 tot februari 2013 was hij naast voorzitter ook hoofdcoach van de club.

## Trivia
Valeri Gazzajev is de neef van Yuri Gazzajev.